# توته چال
توته چال، روستایی از توابع بخش رودبارشهرستان شهرستان قزوین در استان قزوین ایران است.

## جمعیت
این روستا در دهستان دستجرد قرار دارد و براساس سرشماری مرکز آمار ایران در سال ۱۳۸۵، جمعیت آن ۷۶ نفر (۲۰خانوار) بوده‌است.